# Escut de Valladolid
L'escut de Valladolid té la seva representació més antiga en l'any 1454, només amb les formes ondulades. L'escut hauria estat atorgat pel rei Enric IV de Castella, i els elements tindrien a veure amb elements relacionats amb fets històrics de la història de Valladolid.
Acabada la Guerra civil espanyola les autoritats franquistes van atorgar per decret de 17 de juliol de 1939 la Creu de Sant Fernando a la ciutat, màxima condecoració militar, en record per l'ajuda de la ciutat al Franquisme. El 1962 l'ajuntament de la població va permetre la incorporació de la creu al 'escut del club de futbol, el Reial Valladolid.

## Bandera

Bandera de Valladolid

La bandera de Valladolid és de color carmesí amb l'escut de Valladolid situat al centre. Les cinc flames al·ludeixen segons alguns autors al greu incendi que va destruir la ciutat el 1561. Al voltant de les flames hi ha vuit castells en referència al seu passat com a seu de la cort de la Corona de Castella. L'escut està rematat per la corona reial i envoltat per la Creu de Sant Ferran